# Sue Smith
Susan Jane "Sue" Smith (né le 24 novembre 1979 à Prescot), est une footballeuse internationale anglaise qui jouait comme attaquante en équipe d'Angleterre.